# Генрі Реберн
Генрі Ре́берн (англ. Henry Raeburn 4 березня, 1756 — 8 липня, 1823) — відомий шотландський та англійський художник, один з засновників шотландської школи живопису. Представник стилю романтизм.

## Життєпис. Ранні роки
Генрі Реберн народився в селі Стокбрідж поблизу Единбургу, тепер в межах столиці Шотландії. Хлопець залишився без батьків, і його долею опікувався старший брат. Хлопця передали у виховний заклад, де він отримав первісну освіту. В 15 років його прийняли учнем в майстерню ювеліра, де він опанував малюнок. Звернувся підліток і до портретної мініатюри. Успіхи були настільки помітними, що Генрі згодом звернувся до олійного живопису, який опановував як аматор. Здібного хлопця познайомили з Девідом Мартином, популярним на той час художником-портретистом у Единбурзі.

## Одруження
Його запросили створити черговий портрет. Так відбулося знайомство Генрі і удови графа Леслі — Енн Едгар. Ймовірно, спалахнули романтичні відносини, бо вони побралися у 1780 році, хоча наречена була на 11 років старша за чоловіка. Шлюб автоматично перевів молодого митця в категорію матеріально забезпечених. Після чотирьох років подружнього життя, художник відбув у Італію разом з дружиною на стажування.

## Італійський період
Шляхом до Італії подружжя зупинилося в Лондоні. Реберн завітав до художника Джошуа Рейнольдса, що надав рекомендальні листи. Італійський період митця тривав приблизно два роки. Серед знайомих Реберна в Римі — римський художній авторитет Помпео Батоні.

## Патріотична налаштованість

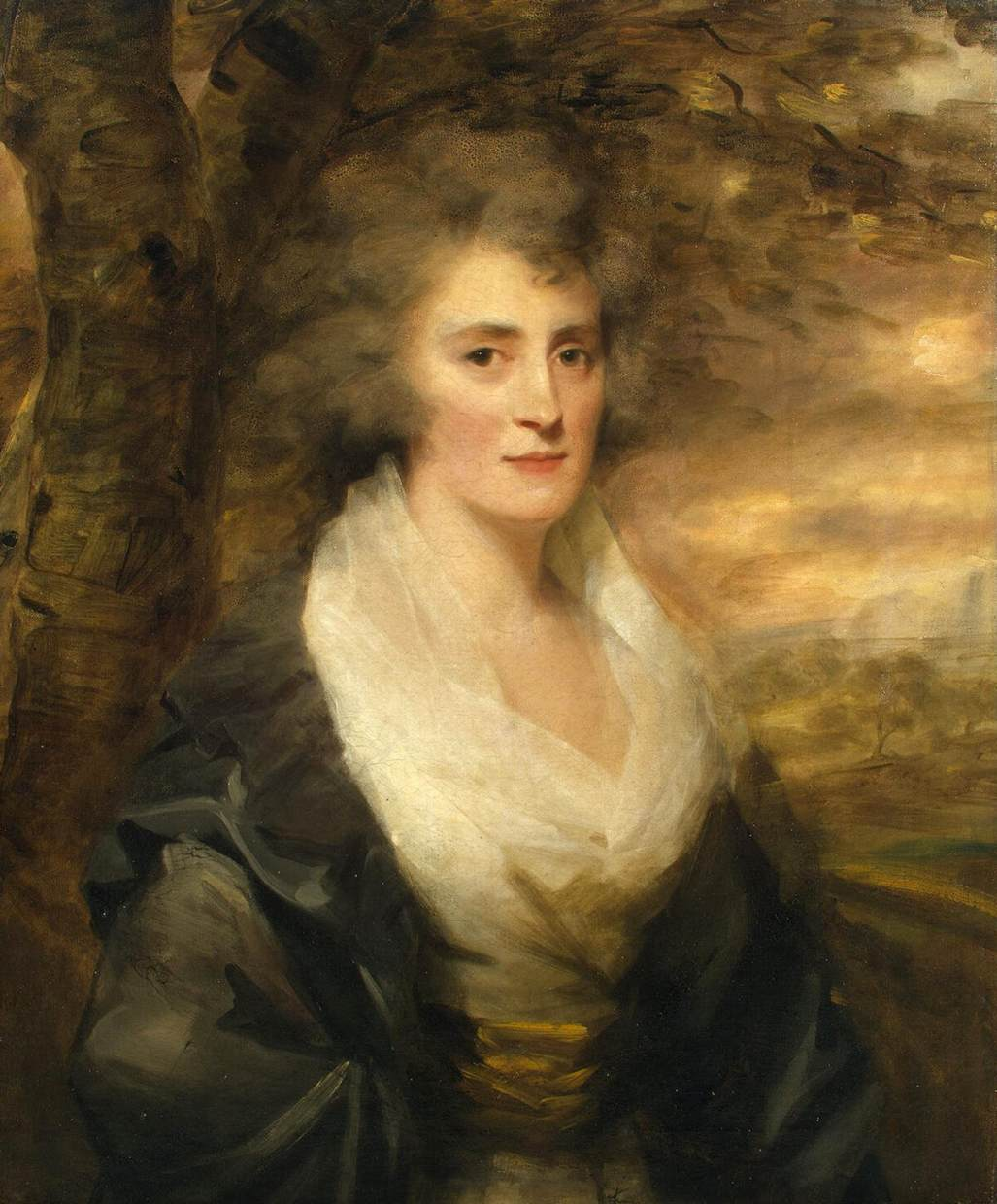
« Міссіз Елінора Бійтн», 1790-ті рр., Ермітаж, Санкт-Петербург

У 1787 році він вже працював в місті Единбург. Серед перших творів по поверненні — портрет лорда Данзаса.
Генрі Реберн був міцно прив'язаний до Шотландії, де народився, виріс і сформувався як митець. Він не часто навідувався у Лондон, що дозволяло зосередитися на роботі і не мати зайвих і модних впливів столичних митців. Генрі Реберн практично не був зачеплений помертвілими схемами пізнього класицизму, не витрачав зусилля на створення міфологічних композицій як Бенджамін Вест чи на портрети з алегоріями як Джошуа Рейнольдс.
Серед перших творів — портрет капітана Чарлза Інглиса, якого художник подав біля гармати згідно з уявами про героїзоване зображення британського військового. Портрет сподобався. По смерті Інглиса родина звернулася до художника знов з проханням переписати зображення, бо Інглис став контр-адміралом і родина бажала мати предка з високим чином. Ранні твори мають різноманітніші композиції, пізні — досить одноманітні, навіть схожого формату (погруддя без рук). Серед них і твори у межах парадного аристократичного портрету, схема якого вже була вироблена і затверджена в Британській імперії.

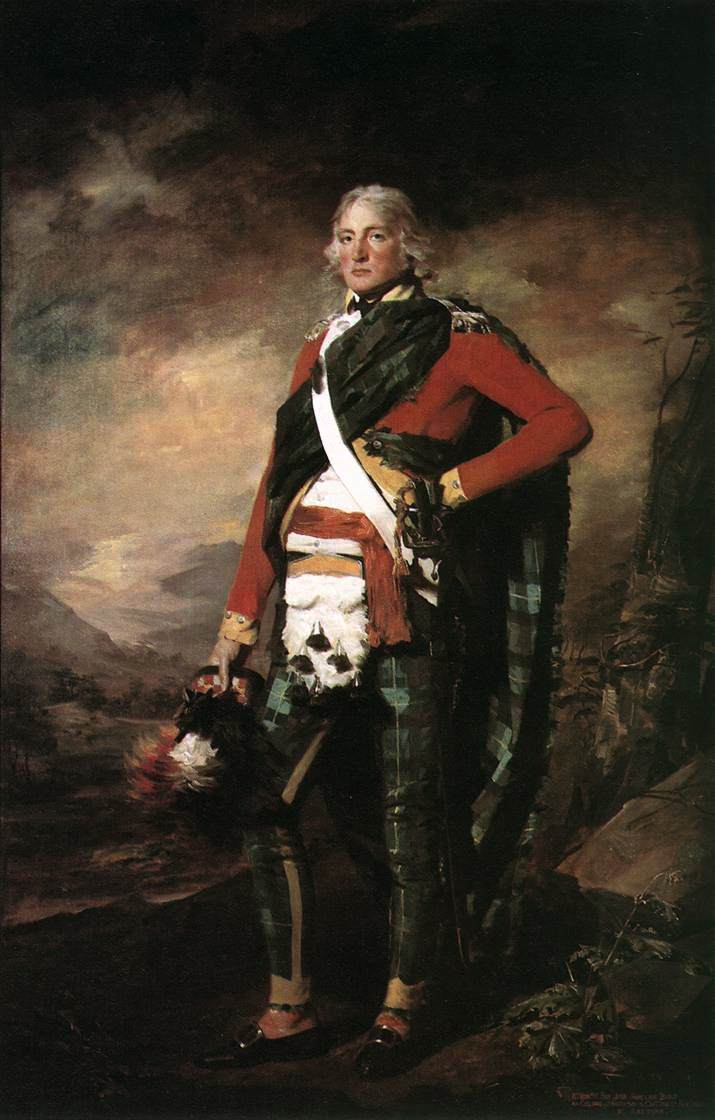
«Сер Джон Сінклер» (у повний зріст),  1795 р.,  Національна галерея Шотландії
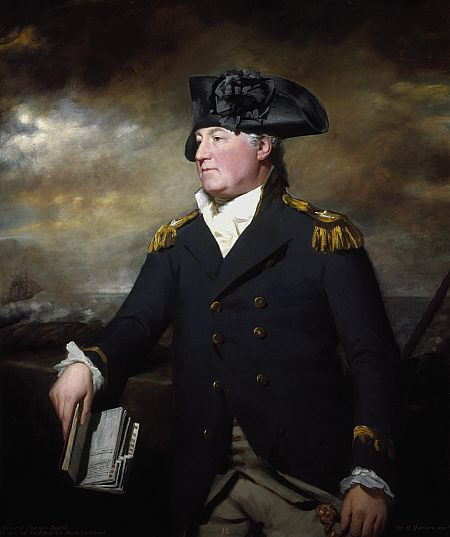
* «Контр-адмірал  Чарлз Інглис», 1783 , додатки у 1795 р., Національна галерея  Шотландії
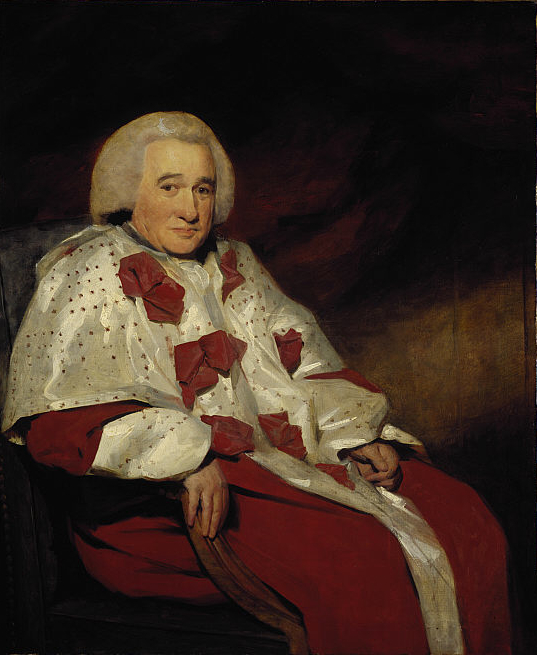
«Роберт МакКін, лорд Брексфілд», 1798
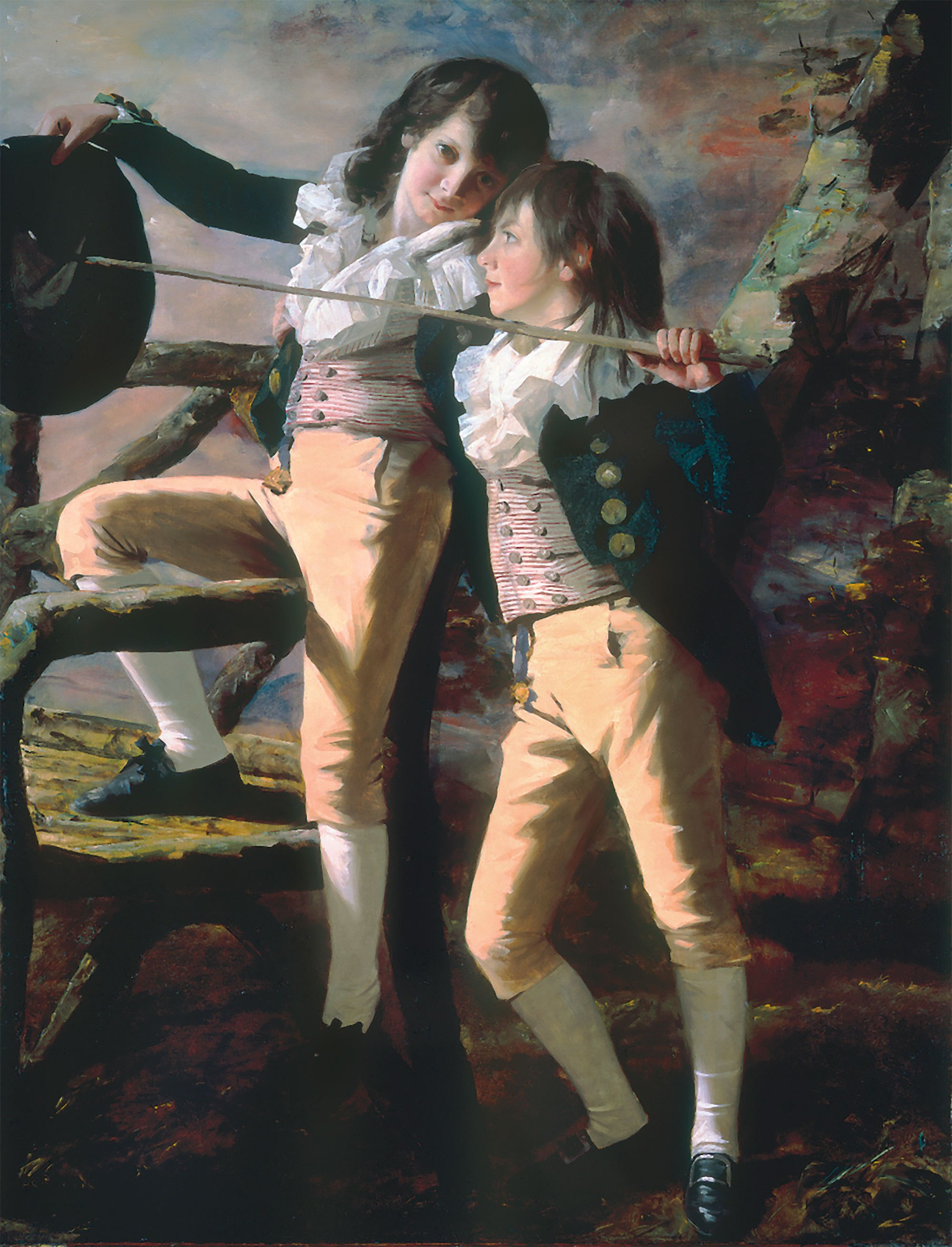
« Брати Аллен дітьми», 1790-ті рр.

Художнику менш удавалися жіночі портрети, хоча вони не позбавлені елегантності. Він узагальнював і одяг, і зачіски, не виписуючи докладно і точно волосся, а подаючи лише їх розкішні об'єми. Художник користувався рідкими олійними фарбами і поверхня його творів справляла враження акварельної техніки.

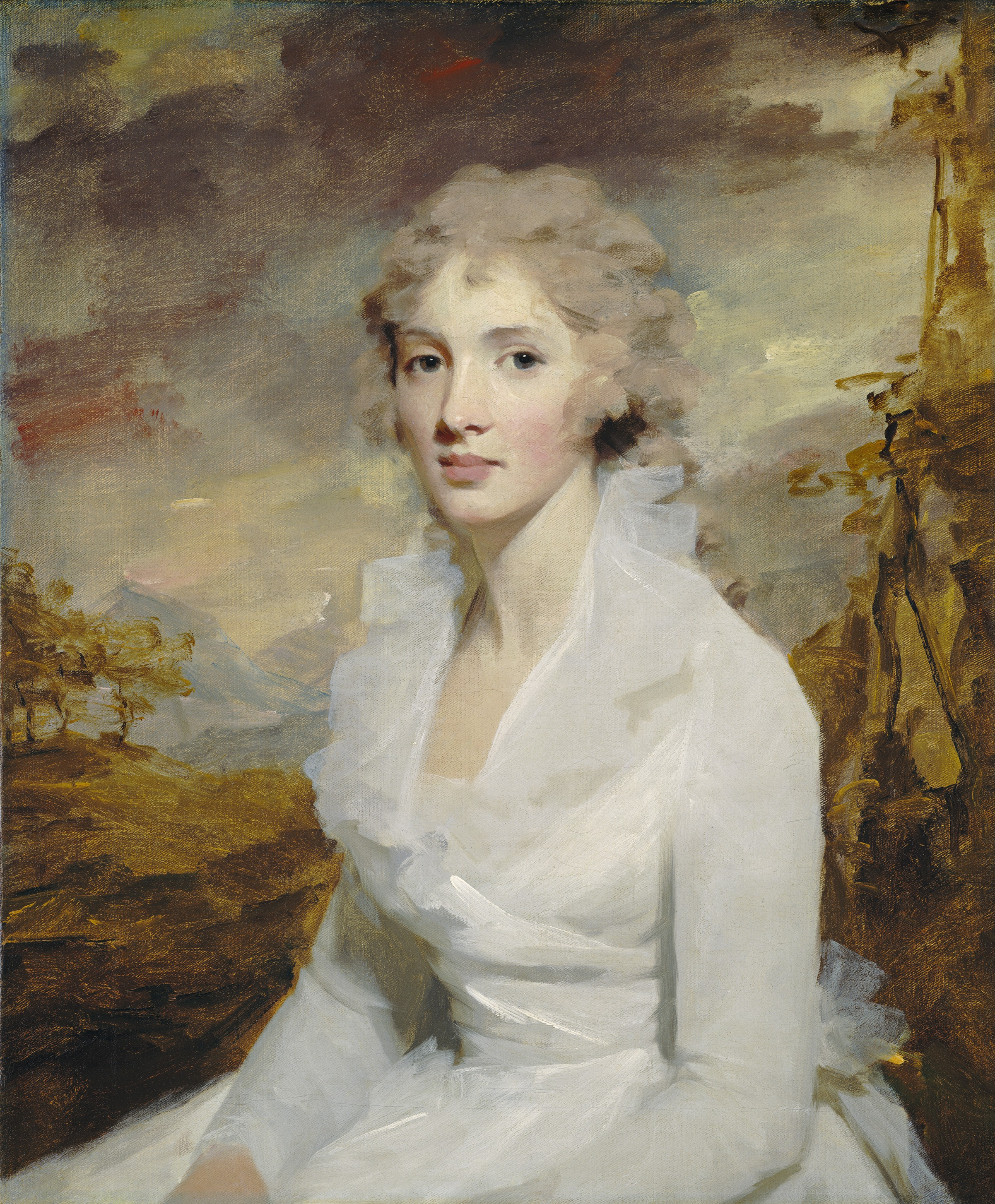
«Місс Елеонора Уркхарт», 1795, Національна галерея мистецтв, Вашингтон
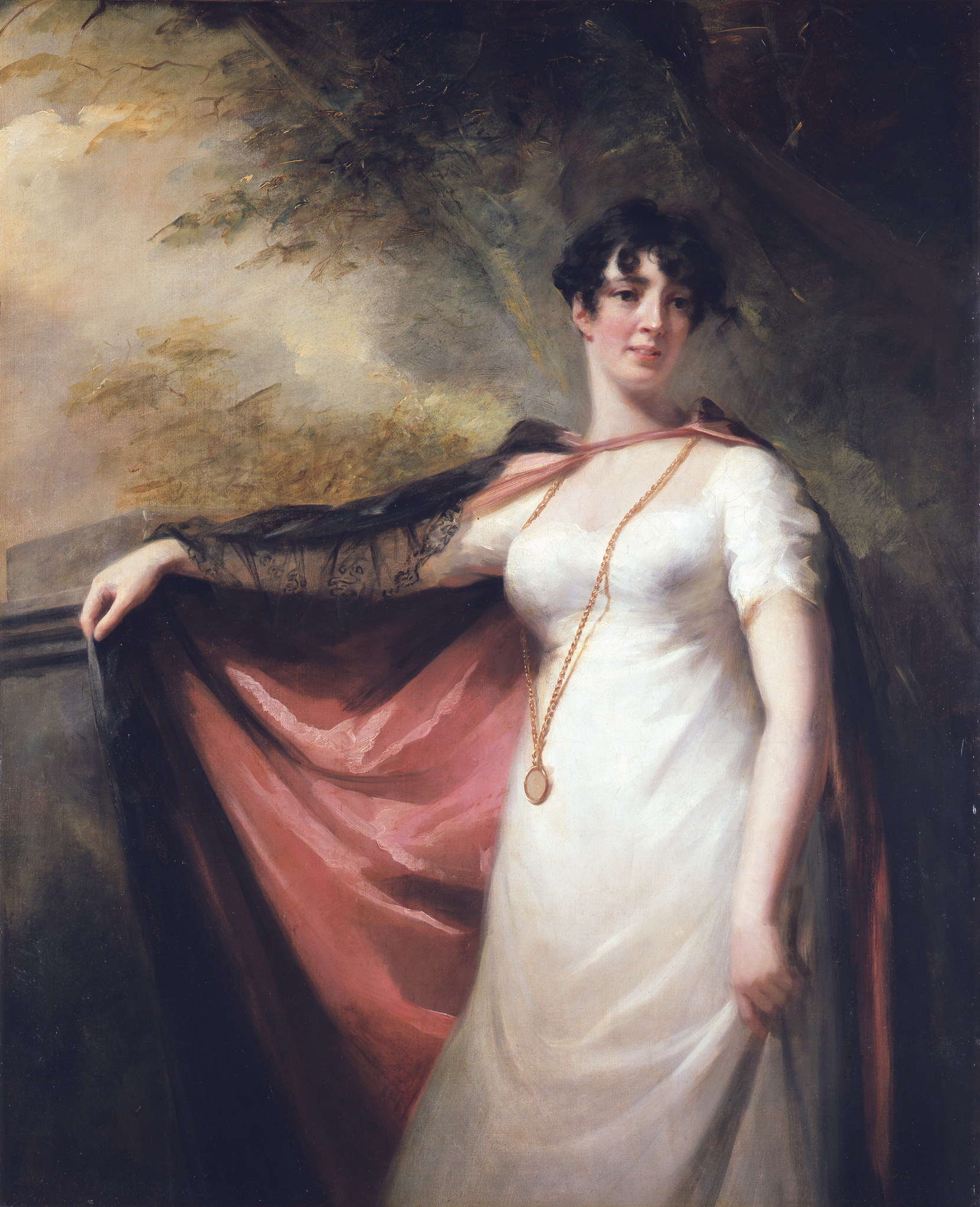
«Міссіз Енн Харт», 1810 р., Берлін
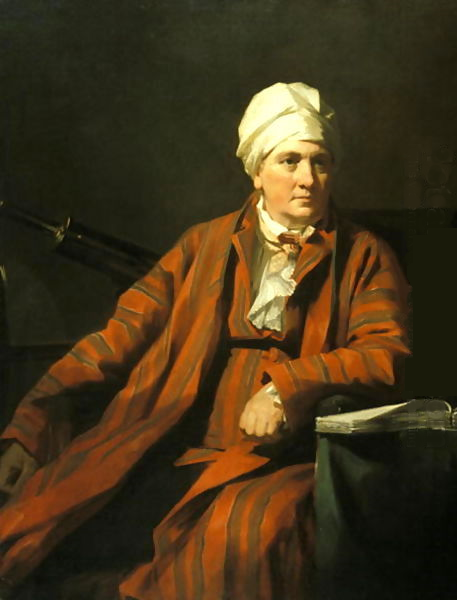
«Джон Робінсон», 1798
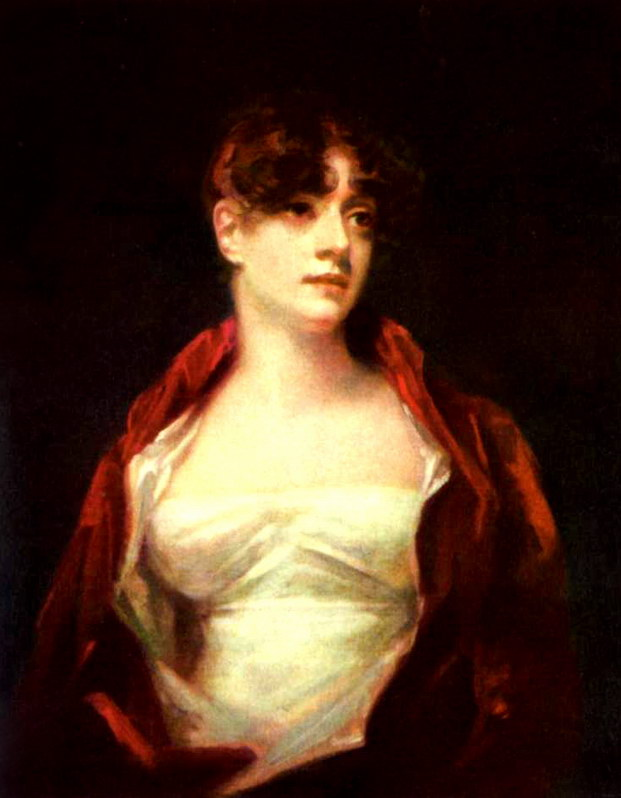
«Міссіз Роберт Скотт», 1814 р.,  Національна галерея Шотландії

У 1812 році його обрали президентом спілки художників Единбургу. Його вплив на мистецьку ситуацію в Шотландії був таким значним, що він став одним з засновників шотландської школи живопису.
У 1815 році він став повноправним членом Королівської Шотландської академії . 29 серпня 1822 року король Георг IV надав йому титул лицаря і призначив портретистом його величності у Шотландії. Художник умер у Единбурзі в 1823-му.

## Вибрані твори
- «Сер Джон та леді Клерк», 1790
- «Брати Аллен дітьми», 1790-ті рр.

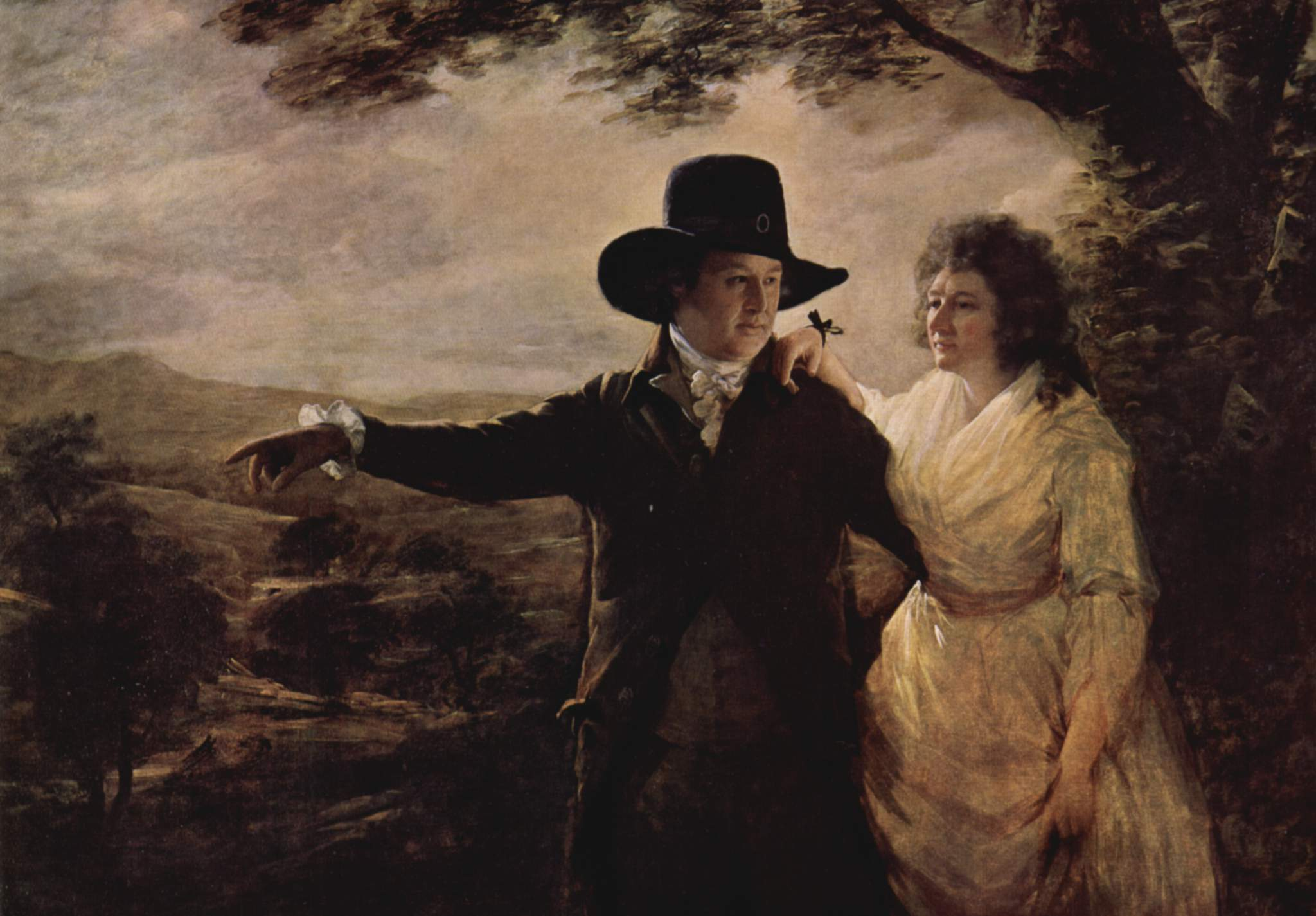
« Сер Джон та леді Клерк», 1790

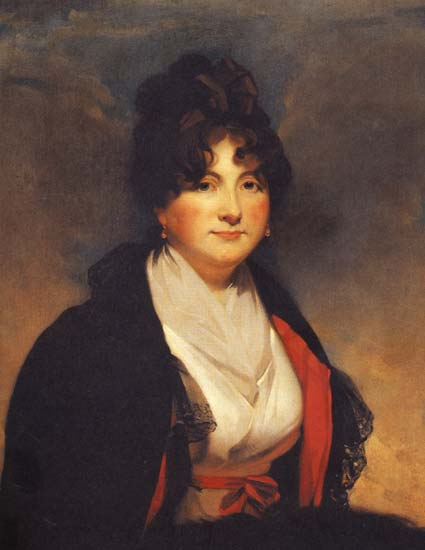
«Катерина Воронцова, леді Пембрук», Музей образотворчих мистецтв імені Пушкіна, Москва

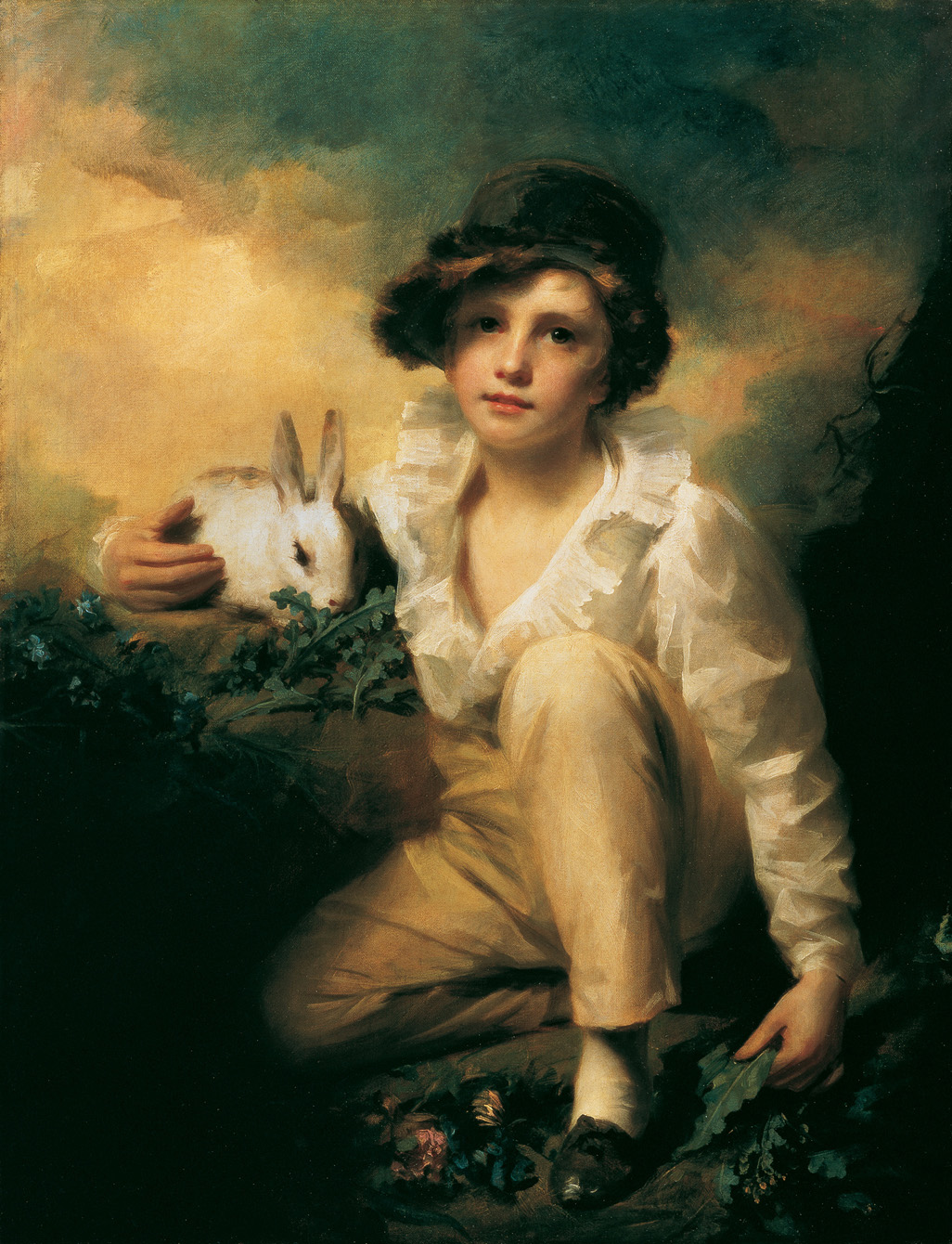
« Хлопчик з кроликом», 1814 р., Королівська академія мистецтв, Лондон

- «Натаніел Спенс»,(в уніформі королівських лучників), 1793
- «Котр-адмірал  Чарлз Інглис», 1783 , додатки у 1795 р., Національна галерея Шотландії
- «Сер Джон Сінклер» (у повний зріст),  1795 р.,  Національна галерея Шотландії
- «Місс Елеонора Уркхарт», 1795, Національна галерея мистецтв, Вашингтон
- «Міссіз Елінора Бійтн», 1790-ті рр., Ермітаж, Санкт-Петербург
- «Джон Робінсон », 1798
- «Роберт МакКін, лорд Брексфілд», 1798
- «Дівчинка з квітами», бл. 1799 р.
- «Міссіз  МакЛеан оф Кінлокалайн», 1800, Прадо, Мадрид.
- «Міссіз Александер Фрезер Тітлер», бл. 1804 р. Бруклін музей
- «Генрі Дандас», 1805 р.
- «Катерина Семенівна Воронцова», 1810-ті рр., (1783-1856), в шлюбі леді Пембрук, Музей образотворчих мистецтв імені Пушкіна, Москва
- «Френсіс Хорнер»
- «Генрі Маккензі»
- «Капітан Хей» (у повний зріст), Лувр, Париж
- «Містер Кеткет з собакою», Національний музей красних мистецтв, Буенос-Айрес
- «Міссіз Енн Харт », 1810 р., Берлін
- «Олександр Карлайл»
- «Джон Плейфер»
- «Джон Рені», 1810 р., Національна портретна галерея Шотландії
- «Вільям Брайр дитиною»
- «Елізабет Гамільтон», 1812 р., письменниця і діяч просвітництва
- «Александер Роналдсон МакДоннел оф Гленгеррі», 1812 р., Національна галерея Шотландії
- «Реверенд Джон Томпсон», пастор і художник
- «Сер Девід Бейрд»
- «Автопортрет», 1820 р.
- «Сер Вільям Максвелл»
- «Брюс МакМардо з вудкою», 1800 р., Галерея Тейт, Лондон
- «Хлопчик з кроликом», 1814 р., Королівська академія мистецтв, Лондон
- «Міссіз Роберт Скотт», 1814 р.,  Національна галерея Шотландії
- «Сер Джон Сінклер» (поясний портрет)
- «Сер Вальтер Скотт», 1822 р., письменник, Національна галерея Шотландії
- «Генерал-лейтенант Вільям Стюарт»